# 薩拉魯爾山

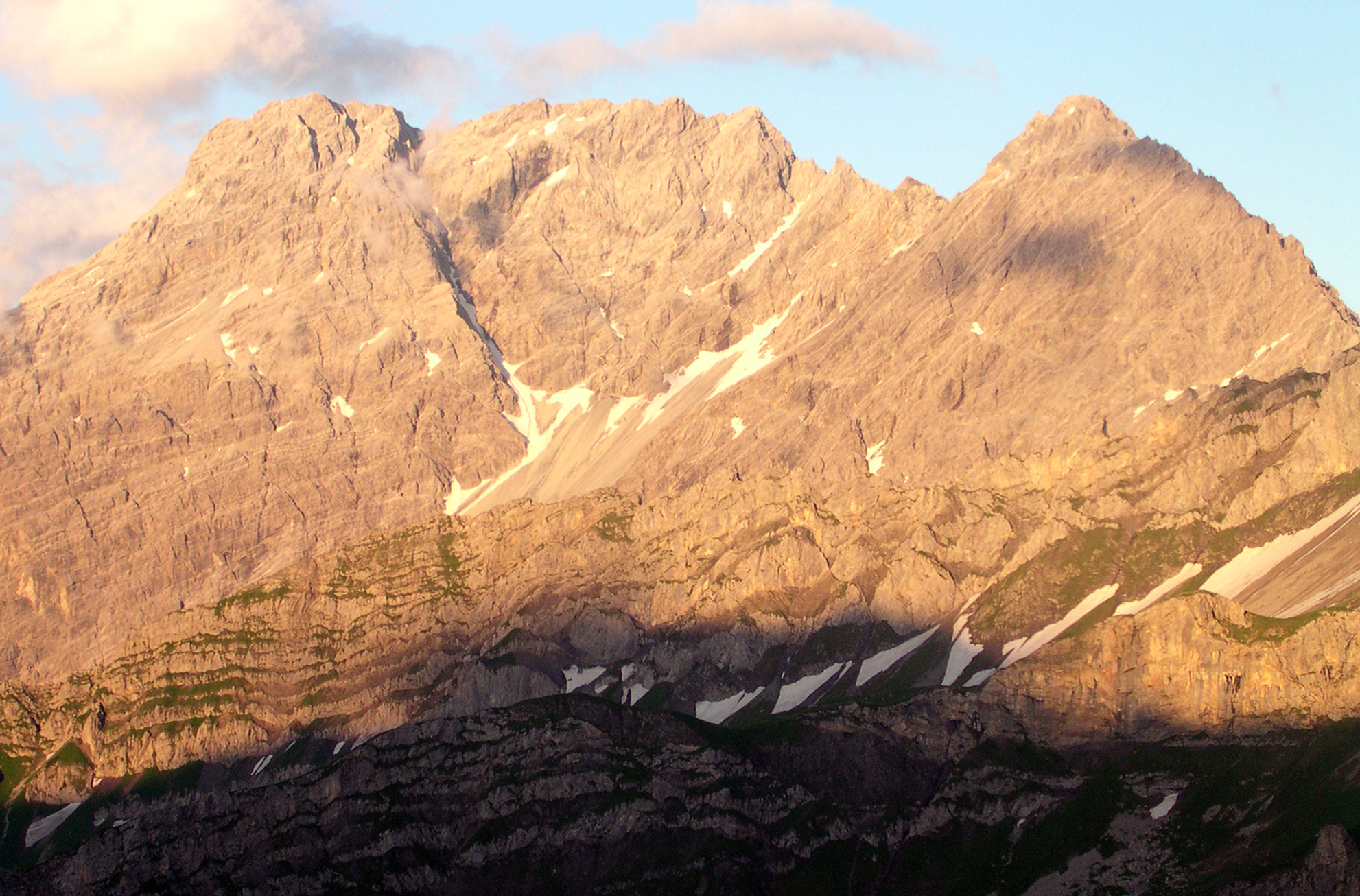

47°3′41″N 9°40′39″E / 47.06139°N 9.67750°E
薩拉魯爾山（義大利語：Salaruelkopf），是中歐的山峰，位於瑞士和意大利接壤的邊境，屬於雷蒂孔山的一部分，海拔高度2,841米，每年平均降雨量1,852毫米，人類在1849年首次登頂。